# شهر اچاگواس
شهر اچاگواس (به اسپانیایی: Achaguas Municipality) یک سکونتگاه مسکونی در ونزوئلا است که در ایالت آپوره واقع شده‌است.

## خصوصیات
شهر اچاگواس ۶۵٬۰۸۱ نفر جمعیت دارد.